# Gare de Harestua
La gare de Harestua est une halte ferroviaire de la Gjøvikbanen, située dans la commune de Lunner. 

## Situation ferroviaire
La halte est située à 45.74 km d'Oslo.

## Histoire
La halte fut ouverte en 1984 en raison de la présence d'immeubles dans le quartier sous le nom de halte de Furumo. 
Il existait aussi depuis 1901 un arrêt au point kilométrique 44.03, élevé au rang de gare en 1910, et baptisé gare de Harestua en 1921. Cette gare est complètement automatisée en 1980, et fermée le 9 décembre 2012 avec l'inauguration des nouvelles installations de la halte de Furumo.  
Un an plus tard, la halte de Furumo change de nom, et est rebaptisée halte de Harestua. 

## Service des voyageurs

### Accueil
La gare a un  parking de 85 places. Il n'y a ni guichet ni automate mais une salle d'attente.

### Desserte
La gare est desservie  par des trains locaux et régionaux en direction de Jaren, Gjøvik et Oslo. Plusieurs arrêts entre Furumo et Grua ont fermé en 2006 et 2009 dont deux dans la localité de Harestua : les haltes ferroviaires de Viubråtan et Rundelen ainsi que la gare de Bjørgeseter (située dans la localité du même nom).